# Karthago (Band)
Karthago war eine deutsche Krautrockband. Vor allem durch ihre Konzerte galt die Truppe als bedeutender Vertreter des Genres in den 1970er Jahren.

## Geschichte
Joey Albrecht spielt zunächst in den Gruppen Rivals und Blues Machine. 1970 wurde Karthago mit Ingo Bischof, Thomas Goldschmidt und Wolfgang Brock gegründet.
1973 wurde Brock durch Norbert „Panza“ Lehmann ersetzt und das zweite Album aufgenommen. „Panza“ wechselte im Jahr darauf zu Epitaph, sein Nachfolger war Konstantin Bommarius. Bassist Gerald Hartwig schied schrittweise aus und wurde durch Glenn Cornick (ex Jethro Tull) ersetzt. 1975 ersetzte Hartwig wieder Cornick und Bischof wechselte zu Kraan. Danach tourten Karthago in wechselnden Besetzungen. 1978 lösten sie sich schließlich auf.
2003 war die Band wieder aktiv.

## Mitglieder
- Joey Albrecht (* 1952), Gitarre, Gesang
- Ingo Bischof (1951–2019), Keyboard
- Frank Diez (* 1950), Gitarre
- Wolfgang Brock, Schlagzeug
- Thomas Goldschmidt (* 1949), Schlagzeug, Percussion
- Gerald Hartwig, Bass

- Norbert „Panza“ Lehmann, (* 10. Juni 1953, † 10. März 2023), Schlagzeug[3]
- Konstantin Bommarius (1950–2014), Schlagzeug
- Ringo Funk, Schlagzeug
- Reinhard Bopp, Gitarre, Gesang
- Jochen Roth
- Rolo Rodriguez, Schlagzeug
- Chris Rodriguez, Bass
- Glenn Cornick (1947–2014), Bass

## Diskografie
- 1971: Karthago
- 1973: Second Step
- 1974: Rock’N Roll Testament
- 1976: Live at the Roxy (Do-LP oder -CD)
- 1978: Love Is a Cake
- 1978: Best Of
- 2021: Karthago Live at Rockpalast 2004